# Anzu Nagai
Anzu Nagai (永井杏?, Nagai Anzu; 19 settembre 1992) è un'attrice e doppiatrice giapponese.
Compare in Hanochi. Il suo ruolo più importante è stato il doppiaggio di Nico Robin da bambina in One Piece. Ha doppiato anche Daisy nel sesto film della serie, intitolato One Piece - L'isola segreta del barone Omatsuri.

## Filmografia
- Gyne (NTV, 2009, ep5-6)
- Toshi Densetsu Sepia Fukuro Otoko (WOWOW, 2009)
- Koishite Akuma (Fuji TV, 2009)
- Sono Otoko, Fuku-Shocho 2 (TV Asahi, 2008)
- Teresa Teng Monogatari (TV Asahi, 2007)
- Sono Otoko, Fuku-Shocho (TV Asahi, 2007)
- Ruri no Shima SP (NTV, 2007)
- Komyo ga Tsuji (NHK, 2006)
- Joō no kyōshitsu (The Queen's Classroom) (NTV, 2005)
- Ruri no shima (NTV, 2005)
- Hachiro (NHK, 2005)
- Denchi ga Kireru Made (Till the Battery Runs Out) (TV Asahi, 2004)
- Honto ni Atta Kowai Hanashi Onegai, Muku (Fuji TV, 2004, ep8)
- Nikoniko Nikki (NHK, 2003)